# Бел Плейн (Саскачеван)
Бел Плейн (англ. Belle Plaine) — село в канадській провінції Саскачеван.

## Населення

### Чисельність
| 2001 | 2006 | 2011 | 2016 |
| ---- | ---- | ---- | ---- |
| 70   | 64   | 66   | 85   |